# 釜石鵜住居復興スタジアム
釜石鵜住居復興スタジアム（かまいしうのすまいふっこうスタジアム）は、岩手県釜石市の釜石鵜住居運動公園にある球技専用スタジアム。
ラグビーワールドカップ2019の会場の一つとして使用された。

## 建設の経緯
釜石市北部の鵜住居町は、2011年3月11日の東北地方太平洋沖地震によりもたらされた東日本大震災で発生した津波で、死者と行方不明者583人（釜石市調べ・2011年8月現在）と甚大な被害を受けた地域で、鵜住居川河口付近にあった釜石市立鵜住居小学校と釜石市立釜石東中学校は津波により校舎が全壊・浸水被害を受けた。
釜石市は被災後の復興計画「復興まちづくり基本計画」を策定する中で、復興を支える主要施策のひとつに「将来の希望を創る個性的な取組の推進」を掲げ、市外の賑わいを呼び込みうるスポーツ大会の開催の可能性を模索 した。かつて日本選手権7連覇を果たして「北の鉄人」とも称された新日鐵釜石（現・釜石シーウェイブス）の地元でラグビーが盛んな街であったことから、鵜住居小学校と釜石東中学校の跡地に防災機能を有するスポーツ公園を整備し、公園内に整備する球技場としてのスタジアムに、2019年に日本で開催するラグビーワールドカップの試合を誘致を目指す取組を推進し、2014年7月4日に野田武則市長が記者会見で開催都市への立候補を表明した。開催地に立候補した15都市の中で唯一の新設会場 となる。
ラグビーワールドカップに向けて、仮設設備を含めて「プールC基準」の最低限のキャパシティーを満たす約16,187人収容で整備する方針で、開催国のラグビー日本代表や強豪国が集う試合の開催は不可能だが、本番前の運営リハーサルとして、日本代表の調整試合の開催誘致を検討していると報じられている。ラグビーワールドカップ2019終了後も、日本プロサッカーリーグ（Jリーグ）のエキシビションマッチや、日本が招致を目指すと報じられている2023 FIFA女子ワールドカップでの利活用も念頭に置いている。Jリーグに所属するいわてグルージャ盛岡が釜石市をホームタウンとした上で、2018年シーズンから当スタジアムでホームゲームの一部を開催する意向があると報じられた、との報道もある（その後グルージャはホームタウンを県内全域に拡大）。
2018年8月19日、本スタジアムの竣工記念試合として釜石シーウェイブスとヤマハ発動機ジュビロの交流戦が行われた。2011年に震災後初のラグビーの試合を釜石市球技場（松倉グラウンド）にて両チームの間で行ったことが縁になったという。また同日には日本選手権でともに7連覇した経験を持つ新日鐵釜石と神戸製鋼のOB戦も行われた。
2019年7月27日、仮設スタンドの完成に伴うテストマッチとして、ワールドラグビーパシフィックネイションズカップ2019（リポビタンDチャレンジカップ）・日本代表対フィジー代表の一戦が行われ、13,135人の観衆を集めた。

## 施設概要
公園（釜石鵜住居運動公園）整備の具体的な方針としては、釜石市が東北地方太平洋沖地震の大津波あるいは地震そのものにより住居など生活環境を失った市民の仮設住宅にスポーツレクリエーション施設の用地を充当したため施設が使用できない場所が増えていることから、かさ上げした鵜住居小学校と釜石東中学校跡地をスポーツレクリエーションの場として活用するべく、復興と地域の象徴となる天然芝グラウンドを設置するとともに、津波による浸水被害を教訓にした防災機能を強化したものとするとしている。公園における防災面に関しては、かさ上げに加えて鵜住居川河口に水門を、北側の片岸海岸に防潮堤をそれぞれ新たに設けて対処するとしている。
球技場としては「最大限コンパクトなスタジアム」を念頭に、常設設備としては更衣室・用具室・医務室・ドーピングコントロール室・インタビュールーム等を備えたスタジアム整備を前提とする。当初は陸上競技用のトラック6レーン相当分ならびに体育館を併設する予定とされていた が、2016年5月に策定された基本設計（案） ではこの方針が改められ、スタジアムは球技専用となり、盛土構造のスタンド（6,014人収容）を持つメイングラウンドとスタンドのないサブグラウンドの計2面を整備することとなった。
固定スタンド（メインスタンド2,072席・バックスタンド2,932席）の座席には、2017年に釜石市平田の尾崎半島で発生した山火事で表皮などが焼けた杉の木を使った木ベンチが採用されている。また、メインスタンドには1,010席分の可動席（個席）が用意されるが、この座席の一部には（旧）国立競技場の座席や、熊本県民総合運動公園陸上競技場、東京ドームから寄贈されたものを使用しており、「絆シート」の愛称が与えられている。メインスタンド中央部には、スタジアムのデザインコンセプトである「震災からの大きな羽ばたきや新たな船出」にちなみ、鳥の羽根や船の帆をイメージして造られた膜構造の屋根（長さ67m）が架かる。両サイド（ゴール裏）には常設のスタンドは設けられない。
これらのスタンドは、日本の梓設計と合弁したフランスのGLイベンツの日本駐在事務所によって輸入された低コストの鉄骨製スタンドユニット「GL events Stadium Solution」を活用したものである。
芝生には日本初導入となる、フランス・ナチュラルグラス社の開発した、土に人工繊維を混入させて耐久性、保水性を高めた補強型天然芝（ハイブリッド芝）「AIRFIBR」を導入している。ピッチサイズ130m×80m。
概算工事費は約27億円（造成工事費15億円、常設施設工事費5億3000万円、仮設工事費6億7000万円）と見込まれていた が、ラグビーワールドカップリミテッド (RWCL) からの要望を受けて設計を見直したことにより、2017年2月には総事業費が概算で約39億円になることが公表された。内訳は基盤整備費が16億5000万円、スタジアム整備費が17億2000万円、仮設施設整備費が5億円、基本設計費が3000万円となっている。座席数も若干変更され、常設席が6,130席、仮設席が9,890席で合計16,020席（メインスタンド4,980席・バックスタンド4,880席・サイドスタンド3,080席✕2）とされた。

## イベント

### 2019 ラグビーワールドカップ
ラグビーワールドカップ開催に備えた仮設設備として、メイングラウンドの固定スタンド後方ならびに両サイドスタンドに10,010席分の仮設スタンドを設け、合計16,024席（メインスタンド5,172席・バックスタンド4,932席・サイドスタンド2,960席✕2）としてラグビーW杯に備えた。加えて、開催地に求められるメディアセンターや照明設備も仮設とした。
2019年9月25日、ラグビーワールドカップ2019・プールDのフィジー対ウルグアイが開催され、1万4025人の観客が集まった。だが同年10月13日に開催予定だったプールB・ナミビア対カナダは令和元年東日本台風（台風19号）に伴う公共交通機関の乱れや土砂災害の可能性などを考慮し、中止となることが発表された。

### 釜石よいさ
釜石市の夏祭りである釜石よいさは、2023年（令和5年）から9月開催となり、会場を市中心部から釜石鵜住居復興スタジアムに移すことになった。

## 交通アクセス

### 最寄りの駅・道路
- 三陸鉄道リアス線 鵜住居駅
- JR東日本 釜石線・三陸鉄道リアス線 釜石駅より岩手県交通バス「赤浜行、浪板行」鵜住居駅バス停下車。
- 三陸沿岸道路（釜石山田道路） 釜石北インターチェンジ

### 試合開催日
2018年8月19日の竣工記念試合の際には、いわて花巻空港・盛岡駅・新花巻駅・釜石駅から臨時の直行バスが運行された他、釜石市内2箇所と大槌町に臨時駐車場（有料）を設け、そこからシャトルバスが運行された。
ラグビーワールドカップ開催時も、いわて花巻空港・盛岡駅・新花巻駅・北上駅・水沢江刺駅・一ノ関駅・宮古駅・盛駅からの直行バス（事前予約制）と、釜石市平田地区・大槌町・遠野市の臨時駐車場からのシャトルバスが運行された。

## 注
1. 1 2  犠牲者のうち200名以上が、本来津波発生時に1次避難場所には指定されていない「鵜住居地区防災センター」に避難し、建物ごと津波に呑まれて亡くなったもので、「釜石の悲劇」とも語られている[8]。一方、釜石市立釜石東中学校の生徒・教師はいち早く山手に避難し、その様子を見た釜石市立鵜住居小学校の児童・教師も一緒に避難したことで、両校の児童・生徒のうち学校の監督下にあった生徒は全員が無事（地震の後保護者に引き取られた児童1名、震災当日欠席していた生徒1名が亡くなっている）であり、「釜石の奇跡」とも呼ばれている[9]（津波てんでんこも参照）。
2. ↑  東京都が開催地としていた国立競技場も新設競技場だが、正式には国立霞ヶ丘競技場陸上競技場の全面改築によるものであり、スタジアムを全く新設するという観点でいえば本競技場が唯一である。なお新国立競技場は工期の遅れにより、2019年秋までの完成に間に合わないため、既存施設の東京スタジアムで代替されることになった。
3. ↑  第71回国民体育大会に向けた北上総合運動公園陸上競技場の改修用として北上市が確保した（旧）国立競技場の座席6500席のうち、予備として保管していたうちの300席を釜石市が北上市から譲り受けるもの[19]。